# حاجي أباد (نائين، الشرق)
حاجي أباد هي قرية في مقاطعة نائين، إيران. عدد سكان هذه القرية هو 12 في سنة 2006.